# Borís Gurévitx
Borís Gurévitx   (Moscou, 23 de març de 1931 - Moscou, 10 de gener de 1995) fou un lluitador rus que va competir sota bandera soviètica durant les dècades de 1950 i 1960.
El 1952 va prendre part en els Jocs Olímpics d'Estiu de Hèlsinki, on guanyà la medalla d'or en la prova del pes mosca del programa de lluita grecoromana.
En el seu palmarès també destaquen dues medalles d'or al Campionat del món de lluita, el 1953 i 1958, així com dos campionats soviètics, el 1950 i 1955. Una vegada retirat passà a exercir d'entrenador de lluita.